# Nacionalidad estonia
La nacionalidad estonia es el vínculo jurídico de una persona física con la República de Estonia, según el cual el individuo disfruta de unos derechos y el Estado puede imponerle el cumplimiento de obligaciones y deberes. Está basada en el principio del ius sanguinis y puede adquirirse en una serie de supuestos.

## Historia
La Ley de Ciudadanía de 1995 y la Constitución de Estonia recogen los preceptos básicos para obtener la nacionalidad estonia. La República de Estonia declaró la independencia en 1918 y su primera Ley de Ciudadanía, aprobada en 1922, ya recogía el criterio de ius sanguinis. El país fue ocupado por la Unión Soviética en 1940 y las políticas migratorias cambiaron la composición étnica del país, por lo que la reinstauración de la independencia en 1991 conllevó la vuelta a la legalidad anterior.
En 1992 entró en vigor una nueva Ley de Ciudadanía: el estado consideraba «estonio de origen» solo a aquellas personas que acreditaran el nacimiento en Estonia antes de la ocupación, el 16 de junio de 1940, y a sus descendientes. La población que no cumpliese esos requisitos podía obtenerla por naturalización. Y en el caso de aquellos residentes en Estonia con ciudadanía soviética, tenían varias opciones: naturalizarse estonios, registrarse como ciudadanos de Rusia (sucesor legal de la URSS), o inscribirse con «ciudadanía indefinida». Además, no se reconocía la doble nacionalidad.
Desde 2004, después del ingreso de Estonia en la Unión Europea, el gobierno ha promovido la integración de los descendientes de las personas con ciudadanía indefinida. Desde 2016, los hijos de ciudadanos bajo esta circunstancia pueden obtener la nacionalidad estonia automáticamente por naturalización.
Según el censo de 2021, el 85% de los estonios posee la nacionalidad estonia; un 6% tiene ciudadanía rusa, y un 5% tiene el pasaporte blanco de ciudadanía indefinida. El 4% restante corresponde a otras nacionalidades.
El servicio militar es obligatorio para todos los varones de nacionalidad estonia.

## Adquisición
La nacionalidad estonia se puede adquirir por los siguientes preceptos: 
1. Por descendencia, al menos uno de los padres debe ser estonio.
2. Por lugar de nacimiento, siempre que se cumpla algún criterio de descendencia
3. Por matrimonio: una persona casada con un estonio antes del 26 de febrero de 1992.
4. Por naturalización.

## Naturalización
Una persona que posee residencia permanente en Estonia puede solicitar la naturalización cumpliendo los siguientes requisitos:
- Ser mayor de 15 años.
- Residir legalmente en Estonia durante al menos ocho años, o bien la residencia permanente durante los últimos cinco.
- Dominar el idioma estonio; se asume que los graduados en Estonia han superado ese requisito.
- Superar un examen sobre la Constitución de Estonia y la Ley de Ciudadanía.
- Demostrar arraigo social.
- Juramento o promesa de nacionalidad.

Según la reforma de la Ley de Ciudadanía de 1998, el proceso ha sido simplificado para todos los descendientes de padres sin ciudadanía definida que hayan nacido en Estonia después del 26 de febrero de 1992. Además de plazos menores desde la solicitud, no es necesario que hagan el examen de idioma y leyes.
Los militares extranjeros en activo y las personas con delitos criminales no pueden optar a la naturalización bajo ninguna circunstancia.

## Personas sin ciudadanía
La ciudadanía indefinida (en estonio: kodakondsuseta isik) se aplica a los emigrantes de la Unión Soviética y a sus descendientes que no han obtenido otra nacionalidad después de la disolución de la URSS. Rusia se convirtió en «estado sucesor» de la URSS en materia de nacionalidad, por lo que los ciudadanos soviéticos (en su mayoría emigrantes) pudieron solicitar la ciudadanía rusa según la Ley de Ciudadanía de la RSFS de Rusia, en vigor hasta finales del 2000. Los rusos que residían en el país báltico antes de 1944 y sus descendientes obtuvieron la nacionalidad estonia de forma automática.
Desde 1996, las personas sin ciudadanía que residen en Estonia tienen derecho a un «pasaporte de extranjero» (välismaalase pass) que sustituye al pasaporte soviético. El pasaporte es de color gris, sirve como documento de identidad y se diferencia del pasaporte nacional en las limitaciones para viajar: pueden circular por el espacio Schengen y por Rusia sin visado, pero hasta un máximo de 90 días en un periodo de seis meses. Además solo tienen derecho a voto en las elecciones municipales.
Los ciudadanos con pasaporte gris pueden optar a la naturalización. Desde la agilización de los trámites, la cifra ha descendido de los 125.799 habitantes en 2006 a los 85.312 habitantes en 2015. El pasaporte estonio otorga todas las ventajas del Acuerdo de Schengen pero obliga a sacar un visado para viajar a Rusia. Como los pasaportes grises sí permiten transitar por Rusia sin visado, muchos ciudadanos lo tienen en cuenta antes de hacer el trámite.
La figura de la ciudadanía indefinida es similar (aunque menos restrictiva) a los «no ciudadanos» de Letonia.